# Salisbury River
Salisbury River är ett vattendrag i Dominica.   Det ligger i parishen Saint Joseph, i den sydvästra delen av landet, 16 km norr om huvudstaden Roseau.